# Ozaenina neriiformis
Ozaenina neriiformis är en tvåvingeart som först beskrevs av Frey 1956.  Ozaenina neriiformis ingår i släktet Ozaenina och familjen Richardiidae. Inga underarter finns listade i Catalogue of Life.